# 마니드비파
마니드비파(산스크리트어: मणिद्वीप; IAST: Maṇidvīpa)는 힌두교의 샤크티파 전통에 따르면 지고한 여신인 마하데비의 천상의 거처이다. 이 섬은 수다 사무드라 (감로의 바다)라고 불리는 대양의 한가운데에 위치해 있다. 데비 바가바타 푸라나에서 마니드비파는 크리슈나와 라다의 영역인 골로카, 라마와 시타의 영역인 사케타, 비슈누와 락슈미의 영역인 바이쿤타, 시바와 파르바티의 영역인 카일라사, 브라흐마와 사라스바티의 영역인 브라흐마로카보다 우월한 가장 높은 세계인 사르발로카로 묘사된다. 이는 트리무르티보다 트리푸라 순다리 여신이 더 위대하다는 경전의 묘사와 일치한다. 트리푸라 순다리의 형태로서 데비는 마니드비파의 통치자이다. 마하데비는 자신의 뜻에 따라 이 섬을 창조했다고 믿어진다.

## 설명
마니드비파에 대한 설명은 데비 바가바타 푸라나, 마하바가바타 푸라나, 그리고 트리푸라 라하샤에서 찾을 수 있다.
सर्वदो निजवासार्थ प्रकृत्या मूलभूतया ।

कैलासादधिको लोको वैकुण्ठादपि चोत्तमः ॥

गोलोकादपि सर्वस्मात्सर्वलोकोऽधिकः स्मृतः ।

नैतत्समं त्रिलोक्यां तु सुन्दरं विद्यते क्वचित्‌ ॥

맨 처음, 데비 물라 프라크리티 바가바티는 자신의 거처를 위해 카일라사, 바이쿤타, 골로카보다 우월한 이 장소를 지었다. 참으로 이 우주에 이와 비견될 만한 다른 장소는 없다. 그러므로 모든 로카보다 우월하다 하여 마니드비파 또는 사르발로카라고 불린다.— Canto 12, Chapter 10, Verses 03:04

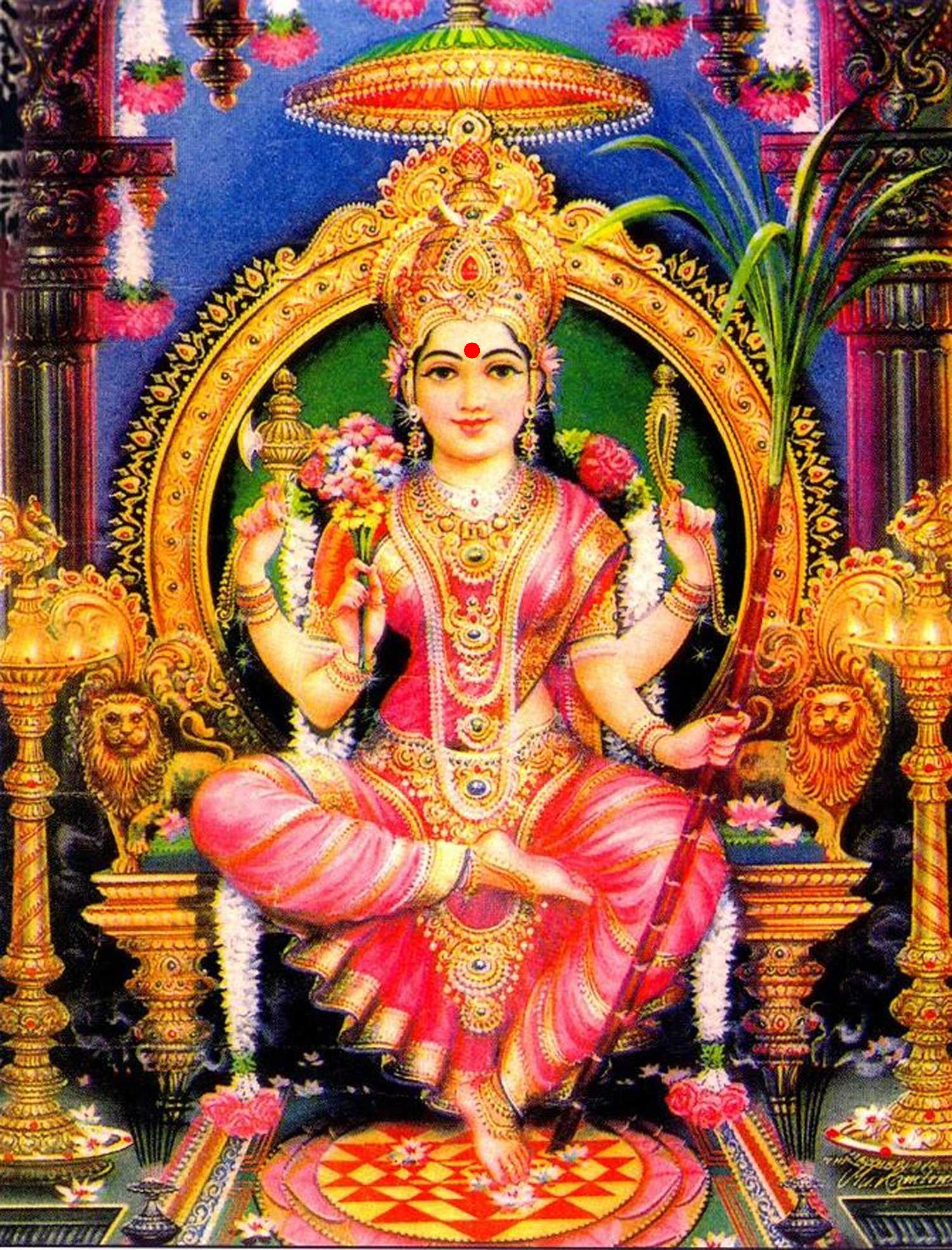
마니드비파의 왕좌에 앉은 지고한 여신 트리푸라 순다리의 묘사

여신 중심의 전통에 따르면, 시간의 시작에 트리무르티 – 브라흐마, 비슈누, 그리고 루드라 –는 자신들이 누구이며 목적이 무엇인지 알지 못했다. 이때 날아다니는 전차가 그들 앞에 나타났고, 천상의 목소리가 그들에게 전차에 타라고 지시했다. 트리무르티가 전차에 타자, 전차는 마음의 속도로 흐르기 시작하여 그들을 신비로운 장소로 데려갔는데, 그곳은 감로의 바다와 깨끗한 숲으로 둘러싸인 보석의 섬이었다. 전차에서 내리자, 트리무르티는 놀랍게도 여자로 변했다. 섬을 탐험하면서 그들은 아홉 개의 울타리로 보호되고 사나운 바이라바, 마트리카, 크셰트라팔라, 디크팔라가 지키는 웅장한 도시를 발견했다. 도시에 들어서자 그들은 번영과 솟아오른 인프라에 놀랐고 마침내 요기니들이 지키는 친타마니 그리하라고 알려진 황궁에 도착했다. 이 도시는 아디 파라샤크티의 거처인 마니드비파의 통치자 트리푸라 순다리의 수도인 스리푸라(데비파타나)라고 불린다. 궁전에 들어서자 그들은 모든 우주의 여왕으로 묘사되는 트리푸라 순다리를 보았다. 브라흐마는 데비 바가바타 푸라나에서 그녀가 왕좌에 앉아 있는 모습을 다음과 같이 묘사한다:
가장 훌륭한 소파에 아름다운 여인이 앉아 있었고, 붉은 화환과 붉은 옷을 입고, 붉은 백단향 반죽을 바르고, 붉은 눈을 가졌으며, 아름다운 얼굴에 붉은 입술을 하고, 영광스러웠으며, 천만 번의 번개와 천만 명의 아름다운 여성과 동등한 광채를 띠고 있었다. . . . 이처럼 이전에 본 적이 없었다.— 데비 바가바타 푸라나

그녀는 백옥 같은 피부에 흰 옷을 입고 장신구로 장식한 시바 마하데바의 왼쪽 무릎에 앉아 있었다. 그의 머리카락은 엉성했고 초승달과 강가로 장식되어 있었다. 그는 각각 세 눈을 가진 다섯 얼굴과 네 팔을 가지고 있었으며, 삼지창과 전투 도끼를 들고 바라다와 아브하야 무드라를 보여주고 있었다. 창조 이전에 유희를 의도하면서 데비 바가바티는 자신의 몸을 두 부분으로 나누었고 오른쪽 부분에서 사다시바를 창조했다. 신성한 부부는 판차프레타사나에 앉아 있었는데, 이 좌석은 파라마시바가 판자로, 이쉬바라, 루드라, 비슈누, 브라흐마가 네 개의 다리였다. 그들은 많은 요기니들의 시중을 받고 있었는데, 일부는 부채질을 하고, 일부는 거울을 들고, 일부는 장뇌로 맛을 낸 빈랑 잎을 제공하고, 일부는 꿀, 기, 코코넛 물을 섞어 만든 음료를 제공했다. 일부는 트리푸라 순다리의 머리를 단장할 준비를 하고 있었고, 일부는 화장할 준비를 하고 있었으며, 일부는 화환을 엮는 데 바빴고, 일부는 데비를 즐겁게 하기 위해 노래하고 춤을 추고 있었다.
데비 바가바타 푸라나는 또한 섬에서 여신을 섬기는 수행원들을 묘사한다:
사키들, 시종들, 데바와 데비들은 그녀의 사방을 둘러싸고 있다. 이차 샤크티, 냐나 샤크티, 크리야 샤크티는 모두 항상 데비 앞에 존재한다. 라자, 투슈티, 푸슈티, 키르티, 칸티, 크샤마, 다야, 붓디, 메다, 스미리티, 락슈미는 항상 이곳에 그들의 적절한 형태로 화신하여 나타난다. 아홉 피타 샤크티, 자야, 비자야, 아지타, 아파라지타, 니티아, 빌라시니, 도그드리, 아고라, 만갈라는 항상 이곳에 거주하며 데비 트리푸라 순다리를 섬긴다. 데비의 옆에는 두 개의 보물 바다가 있다. 이 바다에서 나바라트나, 금, 그리고 일곱 다투(원소)의 흐름이 나와 강을 형성하고 수다 신두 바다로 흘러들어간다. 모든 힘과 번영으로 빛나는 그러한 데비 트리푸라 순다리가 에쉬와라의 왼쪽 무릎에 앉아 있기 때문에, 그가 자신의 전능함을 얻었다는 것은 의심의 여지가 없다. 오 왕이여! 이제 친타마니 그리하의 치수를 설명하겠다. 들어라. 그것은 천 요자나 너비이며, 그 중심은 매우 크다. 더 나아가 위치한 방들은 이전 방들의 두 배이다. 그것은 어떤 지지대 없이 안타리크샤(개재 공간)에 놓여 있다. 해체와 창조의 시기에는 옷처럼 수축하고 팽창한다. 이 친타마니 그리하의 광채는 다른 울타리 벽보다 비교적 훨씬 더 밝고 아름답다. 스리 데비 바가바티는 항상 이곳에 거주한다. 오 왕이여! 모든 브라흐만다, 데발로카, 나가로카, 인간 세계 또는 다른 로카에 있는 데비의 모든 위대한 바크타들, 데비의 성지에서 데비 명상에 몰두하다 죽은 모든 이들은 모두 이곳으로 와서 데비와 함께 큰 기쁨과 축제 속에 거주한다.— 데비 바가바타 푸라나, Chapter 12

트리푸라 라하샤의 냐나 칸다에서 여신 트리푸라 순다리는 자신의 물질적 형태의 거처가 마니드비파라고 말한다:
우주 너머 감로의 바다로 둘러싸인 보석의 섬에, 카담바(버플라워) 나무 숲 속에 친타마니(소원 성취 보석)로 만든 저택이 있다. 브라흐마, 비슈누, 마헤샤, 이쉬와르를 나타내는 네 개의 다리가 있는 발판이 있으며, 발판 자체는 사다시바의 등을 나타낸다. 그 위에 나의 비초월적 형태인 트리푸라가 영원한 의식의 형태로 설치되어 있다.— 슈리 트리푸라 라하샤 (냐나 칸다), 20장, 36:37절